# Река без названия (приток Смяча)
Река без названия — водоток на Украине, протекает по Черниговскому и Корюковскому районам Черниговской области. Правый приток реки Смяч (бассейн Днепра). Длина реки составляет 15 километров, уклон — 1,3 м/км. Площадь водосборного бассейна — 50 км².
Берёт начало за селом Пекуровка, протекает через село Смяч, там же и впадает в реку Смяч. В некоторых местах может пересыхать.